# Aldo Corzo
Aldo Sebastián Corzo Chávez (* 20. Mai 1989 in Lima) ist ein peruanischer Fußballspieler.

## Karriere

### Verein
Corzo begann in seiner Geburtsstadt bei dem Mehrspartensportverein Club de Regatas Lima mit dem Fußballspielen. Nach einer Einladung in die Jugendnationalmannschaft wurde der ehemalige Nationalspieler Jaime Duarte auf ihn aufmerksam und holte ihn zu Alianza Lima.
Er debütierte am 20. August 2008 in der Primera División. Neben dem Profifußball begann Corzo 2008 ein Studium der Betriebswirtschaftslehre an der Universidad San Ignacio de Loyola.
2010 nahm ihn der CD Universidad unter Vertrag. Mit diesem Team gewann er im selben Jahr die nationale Meisterschaft.
Nach fünf Spielzeiten wurde Corzo 2016 zu Deportivo Municipal transferiert. Nach nur einer Spielzeit wechselte er im Dezember 2016 zu Universitario de Deportes. Ende 2018 verlängerte er seinen Vertrag um drei Spielzeiten bis Ende 2021. Nach einer guten Saison 2021, in der sich sein Verein für die Copa Libertadores 2022 qualifizieren konnte, verlängerte er seinen Vertrag um drei weitere Spielzeiten.

## Nationalmannschaft
Corzo nahm mit der peruanischen U-20-Nationalmannschaft an der südamerikanischen U20-Fußballmeisterschaft 2009 in Venezuela teil.
Sein Debüt in der A-Nationalmannschaft gab er am 6. Februar 2009 in einem Freundschaftsspiel gegen El Salvador. Er wurde zur Teilnahme an der Copa América 2011 in den peruanischen Kader berufen. In den ersten beiden Gruppenspielen wurde er nicht berücksichtigt. Im dritten Spiel gegen Chile stand er bei der 0:1-Niederlage in der Startelf. Einen weiteren Einsatz hatte Corzo beim 4:1 gegen Venezuela im Spiel um den dritten Platz.
Anlässlich der Copa América Centenario 2016 wurde er von Trainer Ricardo Gareca erneut in das peruanische Aufgebot berufen. Auch bei diesem Turnier wurde er zweimal eingesetzt.
Für die Fußball-Weltmeisterschaft 2018 in Russland wurde Corzo zwar für das peruanische Aufgebot nominiert, blieb bei diesem Turnier wie auch bei der Copa América 2019 ohne Einsatz.
Bei der Copa América 2021 stand er wiederholt im peruanischen Kader und wurde er in allen sieben Spielen seines Landes eingesetzt. Auch im Rahmen der Qualifikation zur Weltmeisterschaft 2022 bestritt Corzo mehrere Partien.

## Privates
Corzo war Unterzeichner einer Erklärung mehrerer Spieler der peruanischen Nationalmannschaft, darunter Jefferson Farfán, Pedro Gallese, Edison Flores, Carlos Zambrano, Luis Advíncula, Wilder Cartagena, Miguel Trauco, Paolo Hurtado und Miguel Araujo, die dazu aufforderte, „das Trikot anzuziehen“ und „Freiheit und Demokratie“ bei den Präsidentschaftswahlen am 6. Juni 2021 zu unterstützen. Der Aufruf wurde als klare Botschaft der Unterstützung für Keiko Fujimori interpretiert und löste kontroverse öffentliche Debatten darüber aus, inwieweit sich Sportler politisch äußern dürften.

## Erfolge
CD Universidad San Martín
- Peruanischer Meister: 2010